# Smas Slayman
Smas Slayman (* 1943; † 2006) war ein kambodschanischer Badmintonspieler vietnamesischer Herkunft. 

## Karriere
Smas Slayman war eine der herausragendsten Persönlichkeiten des kambodschanischen Badmintonsports. Von 1958 bis 1969 war er bei den nationalen Titelkämpfen acht Mal im Herreneinzel erfolgreich. Weiterhin erkämpfte er in dieser Zeit vier Doppel- und einen Mixedtitel. Bei den Südostasienspielen 1971 wurde er Vierter im Mixed.